# Renato Ponzini
Renato Ponzini, né le 13 septembre 1932 à Compiano (Émilie-Romagne) et mort en octobre 2014 à Borgo Val di Taro,, est un coureur cycliste italien, professionnel de 1954 à 1959.

## Palmarès

### Palmarès amateur
- 1951
  - Trofeo Attilio Strazzi
  - Coppa Martini del Turchino
- 1952
  - Tour des Pouilles et Lucanie
  - Coppa Primavera Rapallese
- 1953
  - Milan-Rapallo
  - Coppa Giacomo Silvio Guelpa
  - Coppa Collecchio

### Palmarès professionnel
- 1954
  - 3e du Tour de Romagne
- 1955
  - Coppa Bernocchi
- 1956
  - 5e étape de Paris-Nice
- 1957
  - 3ea et 4e étapes de la Bicyclette basque

## Résultats sur les grands tours

### Tour d'Italie
3 participations
- 1954 : 54e
- 1956 : abandon
- 1958 : 71e

### Tour d'Espagne
- 1958 : abandon